# Iwan Argunow
Iwan Argunow, ros. Иван Петрович Аргунов (ur. 1729, zm. 1802 w Moskwie) – rosyjski malarz i pedagog, prekursor rosyjskiego malarstwa portretowego.
Był synem chłopa pańszczyźnianego, należącego do hrabiego Szeremietiewa, wychowywał go wuj Siemion Michajłowicz Argunow pełniący funkcję majordomusa na dworze hrabiego. W latach 1746–1749 uczył się u niemieckiego malarza Georga Christopha Grootha (1716–49), który pracował m.in. dla cesarzowej Elżbiety i członków rodziny Szeremietiewów. Pierwszymi pracami, jakie wykonał, były ikony do pałacu w Carskim Siole i monastyru we wsi Woskriesjenskoje (obecnie Istra).
W późniejszym okresie Argunow malował przede wszystkim portrety, których zachowało się ok. 60. Jego prace odznaczają się analizą psychologiczną modeli i umiejętnością oddawania ich cech indywidualnych. Artysta czerpał inspirację zarówno ze sztuki barokowej, jak i tradycyjnego malarstwa rosyjskiego. Był również cenionym nauczycielem, jego uczniami byli m.in. Anton Losenko i Fiodor Rokotow, późniejsi wykładowcy Akademii Sztuk Pięknych w Petersburgu. Dwaj synowie Argunowa, Nikołaj i Jakow byli także malarzami, inny syn, Paweł, został architektem.

## Wybrane prace

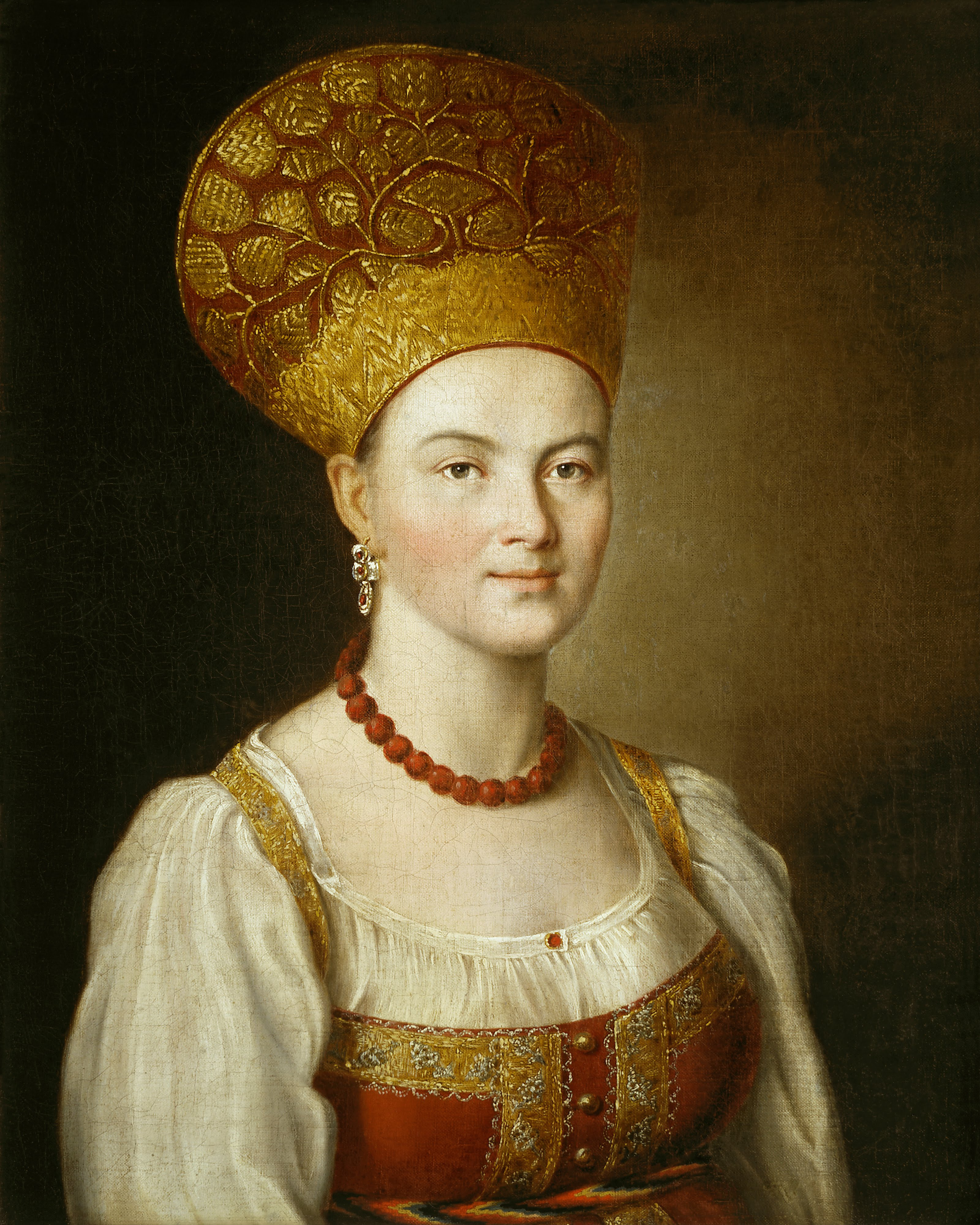
Portret nieznanej kobiety w stroju rosyjskim, 1784,
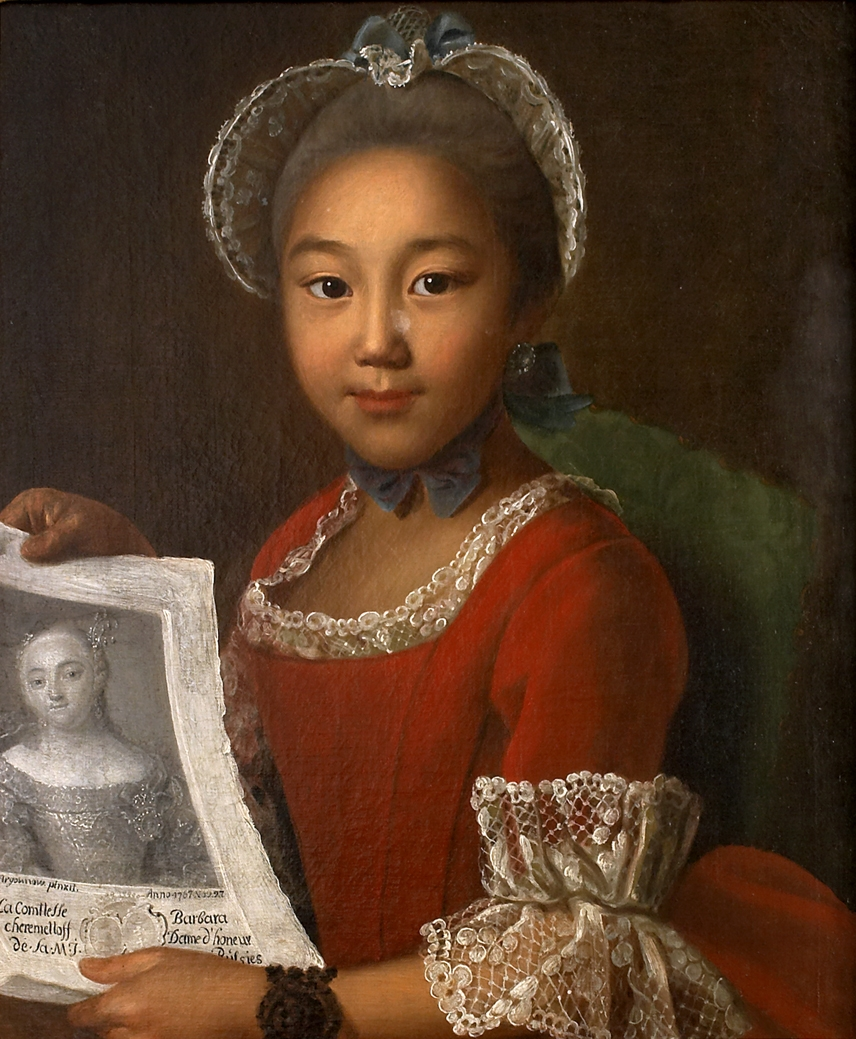
Portret Annuszki, 1784,
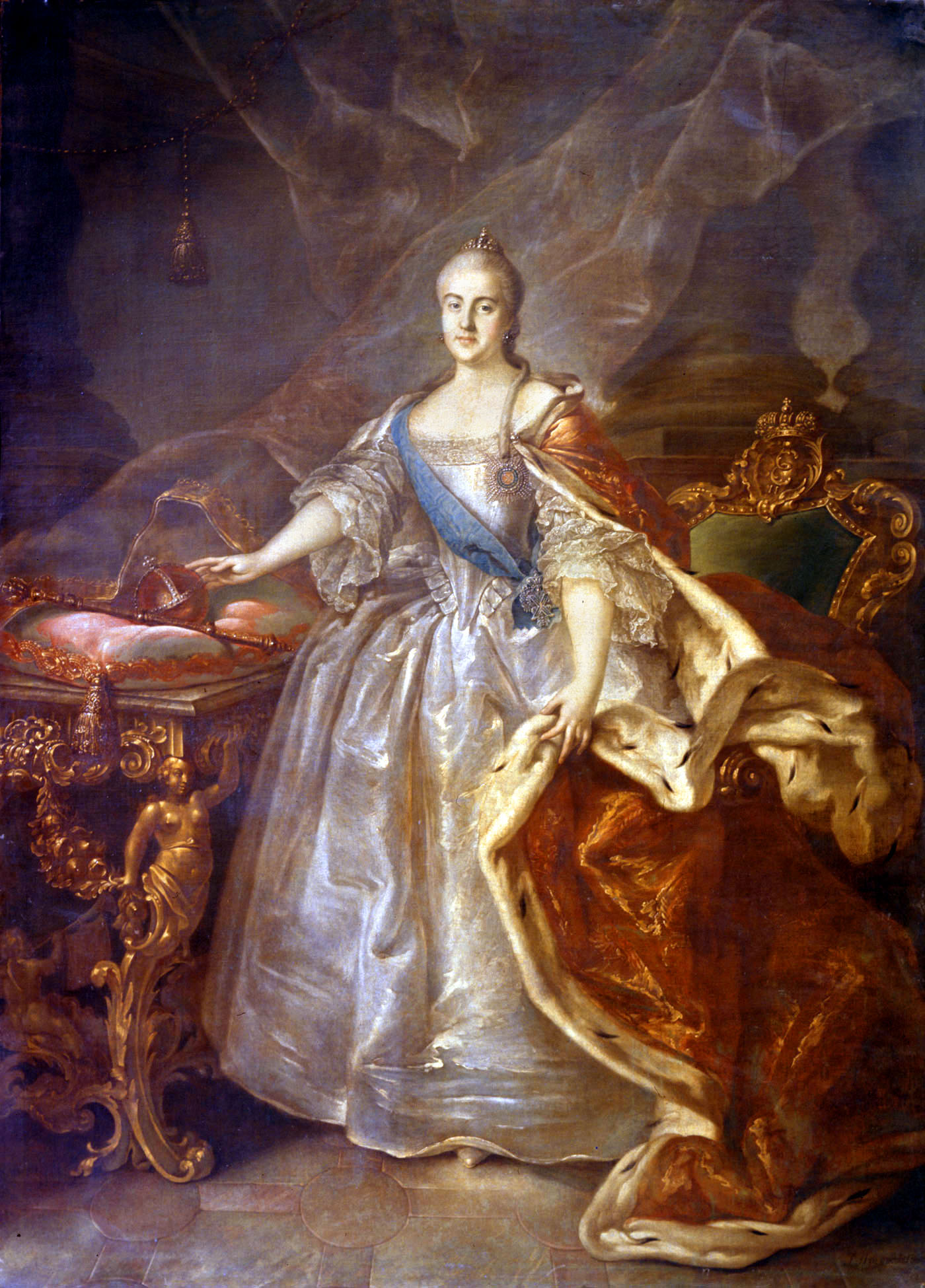
Portret Katarzyny II, 1762